# Ignacio Canto
Ignacio Cantó Torres-Muñoz (21 gennaio 1981) è uno schermidore spagnolo, specializzato nella spada. Ha vinto una medaglia d'argento ai Campionati mondiali di scherma.